# Université Pompeu-Fabra
 (juin 2025).
Si vous disposez d'ouvrages ou d'articles de référence ou si vous connaissez des sites web de qualité traitant du thème abordé ici, merci de compléter l'article en donnant les références utiles à sa vérifiabilité et en les liant à la section « Notes et références ».
Pour les articles homonymes, voir UPF.
L'Université Pompeu-Fabra (UPF) est une université publique espagnole située dans la ville de Barcelone.
Elle a été créée par le Gouvernement de Catalogne en 1990 et porte le nom du linguiste Pompeu Fabra, un expert de la langue catalane.
La Faculté des sciences économiques et commerciales de l'université est la première et la seule faculté en Espagne (publique ou privée et pour toute discipline) à avoir obtenu le certificat de qualité en internationalisation délivré par un consortium de 14 agences d'accréditation européennes.
L'UPF a été désignée « Campus d'excellence internationale » par le ministère espagnol de l'Éducation en 2010.

## Présentation
L'UPF est une université publique proposant des formations délivrant des grades universitaires. La recherche est également l'une de ses principales activités.
Actuellement, l'université propose 27 licences, 33 masters et 9 doctorats (données de l'année académique 2019-2019).

## Campus
L'université propose ses études autour de trois domaines de connaissances, chacun développé dans un campus différent :
- les sciences sociales et humaines (Campus Ciutadella, à côté du parc de la Ciutadella)
- les sciences de la santé et de la vie (Campus Mar, à côté du Port Olympique)
- les TIC et les sciences de la communication (Campus Poblenou, à côté du musée Can Framis).

## Offre de formation de l'UPF
Concrètement, l'enseignement est organisé en sept facultés et une école d'ingénieurs :
- Faculté des sciences de la santé et de la vie
- Faculté des sciences économiques et commerciales
- Faculté des sciences politiques et sociales
- Faculté de communication
- Faculté de droit
- Faculté des sciences humaines
- Faculté de traduction et des sciences du langage
- École d'ingénieurs

L'université Pompeu-Fabra offre une grande variété de formations. Dispensées en catalan, espagnol et/ou anglais, elles sont découpées en trois cycles, sanctionnés par des grades universitaires (master et doctorat).
En plus, l'université dispose d'une multitude de centres privés associés qui complètent son offre de formation :
- Institut Barcelona d'Estudis Internacionals (IBEI)
- ELISAVA Barcelona School of Design and Engineering
- Tecnocampus
- UPF Barcelona School of Management
- International Trade Business School (ESCI)
- Mar University School of Nursing (ESIM)

## Ouverture européenne et internationale
Des étudiants internationaux provenant d'écoles supérieures et d'universités du monde entier (France, Angleterre, États-Unis, Canada, Chine, Australie...) viennent étudier à l'université Pompeu-Fabra. Cette dimension se caractérise par des enseignants et des chercheurs internationaux de premier plan et par la participation active dans des projets, des réseaux et des associations à l'échelle internationale.

## Chiffres clés
L'université Pompeu-Fabra est l'une des plus importantes de la capitale catalane. Elle est représentée par différents campus situés dans le centre de Barcelone. Elle rassemble 10 000 étudiants, 1 400 enseignants et 600 employés.

## Classements
UPF est considérée comme l'une des universités les plus prestigieuses d'Espagne et l'une des sept jeunes universités qui progressent le plus rapidement dans le monde. C'est l'université espagnole la plus efficace et la plus productive selon les classements nationaux et internationaux. Elle occupe la première place du classement national de la productivité scientifique depuis 2009. Ces dernières années, l'université a commencé à exceller dans certains classements internationaux, notamment dans les études d'économie, de sciences politiques et de droit.
Les études dans le domaine de l'économie à l'UPF ont été classées parmi les 50 meilleures au monde, occupant la 20e place en économie et en économétrie dans le classement QS World University Rankings par sujet en 2016 et la 40e place en économie et commerce dans le classement Times Higher Education.
En 2021, elle a été classée meilleure université d'Espagne et 10e meilleure jeune université au monde par le Times Higher Education World University Rankings, ainsi que meilleure université par le U-Ranking of Spanish Universities.
Elle figure également dans le classement de Shanghai, où se distinguent ses diplômes en économie et commerce occupant des positions au sein des 100 meilleures écoles du monde.
La position de l'UPF est présentée dans les classements internationaux suivants : Times Higher Education (THE), Quacquarelli Symonds (QS), celui publié par l'Université de Shanghai (ARWU), U-Multirank (promu par l'UE), et le classement de Leiden, qui se concentre sur la recherche,,.
| Classement                              | Espagne | Europe | Monde   |
| --------------------------------------- | ------- | ------ | ------- |
| THE 2021 "General"                      | 1       | 65     | 152     |
| THE 2020 "150 Under 50"                 | 1       | 5      | 10      |
| QS 2021 "General"                       | 5       | 107    | 248     |
| QS 2021 "50 Under 50"                   | 1       | 8      | 28      |
| U-Ranking 2020 (national)               | 1       | -      | -       |
| ARWU 2020                               | top 9   | n/c    | top 300 |
| U-Multirank 2020                        | 1       | 7      | -       |
| Leiden 2020 "% of Top 10% publications" | 1       | 34     | 84      |